# Outside / Himmelverbot
Outside / Himmelverbot este un film românesc din 2014 regizat de Andrei Schwartz. Rolurile principale au fost interpretate de actorii Gavril Hrib.

## Distribuție
Distribuția filmului este alcătuită din:
- Gavril Hrib